# Pokal evropskih prvakov 1994/95 (hokej na ledu)
Pokal evropskih prvakov 1994/95 je trideseta sezona hokejskega pokala, ki je potekal med 16. septembrom in 30. decembrom 1995. Naslov evropskega pokalnega zmagovalca je osvojil klub Jokerit Helsinki, ki je v finalu premagal Lada Togliatti .

## Tekme

### Predtekmovanje
(Zagreb, Hrvaška)
| 1. klub     | Rezultat | 2. klub           |
| ----------- | -------- | ----------------- |
| KHL Zagreb  | 26:1     | Ankara Büyükşehir |
| SC Energija | 34:0     | Ankara Büyükşehir |
| KHL Zagreb  | 1:2      | SC Energija       |

#### Lestvica
| Poz | Klub              | Točke |
| 1   | SC Energija       | 4     |
| 2   | KHL Zagreb        | 2     |
| 3   | Ankara Büyükşehir | 0     |

### Prvi del

#### Skupina A
(Tilburg, Nizozemska)
| 1. klub                 | Rezultat | 2. klub                 |
| ----------------------- | -------- | ----------------------- |
| Cardiff Devils          | 6:2      | Sokil Kyiv              |
| Tilburg Trappers        | 2:6      | Torpedo Ust-Kamenogorsk |
| Torpedo Ust-Kamenogorsk | 5:3      | Sokil Kyiv              |
| Tilburg Trappers        | 7:4      | Cardiff Devils          |
| Tilburg Trappers        | 3:8      | Sokil Kyiv              |
| Cardiff Devils          | 4:3      | Torpedo Ust-Kamenogorsk |

##### Lestvica
| Poz | Klub                    | Točke |
| 1   | Cardiff Devils          | 4     |
| 2   | Torpedo Ust-Kamenogorsk | 4     |
| 3   | Sokil Kyiv              | 2     |
| 4   | Tilburg Trappers        | 2     |

#### Skupina B
(Budimpešta, Madžarska)
| 1. klub             | Rezultat | 2. klub             |
| ------------------- | -------- | ------------------- |
| HK Acroni Jesenice  | 5:3      | Herning IK          |
| Ferencvárosi TC     | 3:4      | HC Steaua Bucureşti |
| Ferencvárosi TC     | 2:7      | Herning IK          |
| HK Acroni Jesenice  | 6:1      | HC Steaua Bucureşti |
| HC Steaua Bucureşti | 1:0      | Herning IK          |
| Ferencvárosi TC     | 3:6      | HK Acroni Jesenice  |

##### Lestvica
| Poz | Klub                | Točke |
| 1   | HK Acroni Jesenice  | 6     |
| 2   | HC Steaua Bucureşti | 4     |
| 3   | Herning IK          | 2     |
| 4   | Ferencvárosi TC     | 0     |

#### Skupina C
(Riga, Latvija)
| 1. klub         | Rezultat | 2. klub         |
| --------------- | -------- | --------------- |
| Rouen HC        | 12:1     | Narva Kreenholm |
| Pārdaugava Rīga | 7:0      | SC Energija     |
| Rouen HC        | 6:1      | SC Energija     |
| Pārdaugava Rīga | 5:2      | Narva Kreenholm |
| Narva Kreenholm | 3:2      | SC Energija     |
| Pārdaugava Rīga | 1:2      | Rouen HC        |

##### Lestvica
| Poz | Klub            | Točke |
| 1   | Rouen HC        | 6     |
| 2   | Pārdaugava Rīga | 4     |
| 3   | Narva Kreenholm | 2     |
| 4   | SC Energija     | 0     |

#### Skupina D
(Nowy Targ, Poljska)
| 1. klub           | Rezultat | 2. klub          |
| ----------------- | -------- | ---------------- |
| HC Dukla Trenčín  | 9:0      | KHL Zagreb       |
| Podhale Nowy Targ | 18:1     | Slavija Sofija   |
| HC Dukla Trenčín  | 31:0     | Slavija Sofija   |
| Podhale Nowy Targ | 12:2     | KHL Zagreb       |
| KHL Zagreb        | 5:2      | Slavija Sofija   |
| Podhale Nowy Targ | 4:7      | HC Dukla Trenčín |

##### Lestvica
| Poz | Klub              | Točke |
| 1   | HC Dukla Trenčín  | 6     |
| 2   | Podhale Nowy Targ | 4     |
| 3   | KHL Zagreb        | 2     |
| 4   | Slavija Sofija    | 0     |

#### Skupina E
(Feldkirch, Avstrija)
| 1. klub        | Rezultat | 2. klub        |
| -------------- | -------- | -------------- |
| EHC Kloten     | 19:3     | CH Jaca        |
| VEU Feldkirch  | 4:2      | Lillehammer IK |
| VEU Feldkirch  | 17:2     | CH Jaca        |
| EHC Kloten     | 3:2      | Lillehammer IK |
| Lillehammer IK | 15:3     | CH Jaca        |
| VEU Feldkirch  | 2:2      | EHC Kloten     |

##### Lestvica
| Poz | Klub           | Točke |
| 1   | EHC Kloten     | 5     |
| 2   | VEU Feldkirch  | 5     |
| 3   | Lillehammer IK | 2     |
| 4   | CH Jaca        | 0     |

### Drugi del

#### Skupina F
(Olomouc, Češka)
| 1. klub                 | Rezultat | 2. klub                 |
| ----------------------- | -------- | ----------------------- |
| Lada Togliatti          | 9:1      | Torpedo Ust-Kamenogorsk |
| HC Olomouc              | 9:0      | HC Steaua Bucureşti     |
| Lada Togliatti          | 13:1     | HC Steaua Bucureşti     |
| HC Olomouc              | 7:4      | Torpedo Ust-Kamenogorsk |
| Torpedo Ust-Kamenogorsk | 6:4      | HC Steaua Bucureşti     |
| HC Olomouc              | 4:4      | Lada Togliatti          |

##### Lestvica
| Poz | Klub                    | Točke |
| 1   | Lada Togliatti          | 5     |
| 2   | HC Olomouc              | 5     |
| 3   | Torpedo Ust-Kamenogorsk | 2     |
| 4   | HC Steaua Bucureşti     | 0     |

#### Skupina G
(München, Nemčija)
| 1. klub          | Rezultat | 2. klub          |
| ---------------- | -------- | ---------------- |
| EHC Kloten       | 3:2      | HC Devils Milano |
| EC Hedos München | 5:3      | Pārdaugava Rīga  |
| EC Hedos München | 4:3      | HC Devils Milano |
| EHC Kloten       | 10:1     | Pārdaugava Rīga  |
| EC Hedos München | 4:2      | EHC Kloten       |
| Pārdaugava Rīga  | 5:3      | HC Devils Milano |

##### Lestvica
| Poz | Klub               | Točke |
| 1   | EC Hedos München * | 6     |
| 2   | EHC Kloten *       | 4     |
| 3   | Pārdaugava Rīga    | 2     |
| 4   | HC Devils Milano   | 0     |

*  EC Hedos München in  EHC Kloten sta predala turnir

#### Skupina H
(Minsk, Belorusija)
| 1. klub          | Rezultat | 2. klub          |
| ---------------- | -------- | ---------------- |
| HC Dukla Trenčín | 13:2     | Cardiff Devils   |
| Tivali Minsk     | 5:2      | VEU Feldkirch    |
| HC Dukla Trenčín | 4:1      | VEU Feldkirch    |
| Tivali Minsk     | 14:0     | Cardiff Devils   |
| VEU Feldkirch    | 13:1     | Cardiff Devils   |
| Tivali Minsk     | 1:1      | HC Dukla Trenčín |

##### Lestvica
| Poz | Klub             | Točke |
| 1   | Tivali Minsk     | 5     |
| 2   | HC Dukla Trenčín | 5     |
| 3   | VEU Feldkirch    | 2     |
| 4   | Cardiff Devils   | 0     |

#### Skupina J
(Kristianstad, Švedska)
| 1. klub            | Rezultat | 2. klub            |
| ------------------ | -------- | ------------------ |
| Malmö IF           | 8:2      | HK Acroni Jesenice |
| Rouen HC           | 5:0      | Podhale Nowy Targ  |
| Malmö IF           | 9:2      | Podhale Nowy Targ  |
| Rouen HC           | 13:0     | HK Acroni Jesenice |
| HK Acroni Jesenice | 7:5      | Podhale Nowy Targ  |
| Malmö IF           | 4:1      | Rouen HC           |

##### Lestvica
| Poz | Klub               | Točke |
| 1   | Malmö IF           | 6     |
| 2   | Rouen HC           | 4     |
| 3   | HK Acroni Jesenice | 2     |
| 4   | Podhale Nowy Targ  | 0     |

*  Rouen HC je predal turnir

### Finalni del
(Turku, Finska)

#### Tretji krog

##### Skupina A
| 1. klub        | Rezultat | 2. klub          |
| -------------- | -------- | ---------------- |
| Malmö IF       | 4:2      | HC Dukla Trenčín |
| TPS Turku      | 3:3      | Lada Togliatti   |
| Lada Togliatti | 3:1      | Malmö IF         |
| TPS Turku      | 5:0      | HC Dukla Trenčín |
| Lada Togliatti | 9:2      | HC Dukla Trenčín |
| TPS Turku      | 4:1      | Malmö IF         |

###### Lestvica
| Poz | Klub             | Točke |
| 1   | Lada Togliatti   | 5     |
| 2   | TPS Turku        | 5     |
| 3   | Malmö IF         | 2     |
| 4   | HC Dukla Trenčín | 0     |

##### Skupina B
| 1. klub          | Rezultat | 2. klub         |
| ---------------- | -------- | --------------- |
| Jokerit Helsinki | 6:1      | HC Olomouc      |
| Tivali Minsk     | 4:3      | Pārdaugava Rīga |
| Pārdaugava Rīga  | 2:1      | HC Olomouc      |
| Jokerit Helsinki | 3:1      | Tivali Minsk    |
| HC Olomouc       | 3:1      | Tivali Minsk    |
| Jokerit Helsinki | 9:4      | Pārdaugava Rīga |

###### Lestvica
| Poz | Klub             | Točke |
| 1   | Jokerit Helsinki | 6     |
| 2   | HC Olomouc       | 2     |
| 3   | Pārdaugava Rīga  | 2     |
| 4   | Tivali Minsk     | 2     |

#### Za tretje mesto
| 1. klub   | Rezultat | 2. klub    |
| --------- | -------- | ---------- |
| TPS Turku | 8:1      | HC Olomouc |

#### Finale
| 1. klub          | Rezultat | 2. klub        |
| ---------------- | -------- | -------------- |
| Jokerit Helsinki | 4:2      | Lada Togliatti |